# Habenaria truncata
Habenaria truncata är en orkidéart som beskrevs av John Lindley. Habenaria truncata ingår i släktet Habenaria och familjen orkidéer. Inga underarter finns listade i Catalogue of Life.